# Wilfred Klaver
Wilfred Klaver (Warmenhuizen, 19 juli 1963) is een Nederlands acteur, die bekend is van Spijkerhoek, Vrouwenvleugel en SpangaS.

## Biografie
Klaver werd geboren in Warmenhuizen. Na het behalen van zijn examen MAVO vertrok hij naar Amsterdam, waar hij aan het MBO voor activiteitenbegeleider studeerde. Hij werkte vervolgens een jaar in een inrichting voor dementerenden, voordat hij besloot zijn geluk aan het toneel te wagen. Hij speelde achtereenvolgens in Het Werkelozentheater, de musical Koffieshop rock, voor hij werd aangenomen door Toneelgroep Amsterdam. Hiervoor speelde hij in het seizoen 1987-1988 in een drietal voorstellingen.  Hierna meldde Klaver zich aan voor de Toneelacademie Maastricht, maar voor hij hier zijn studie kon starten werd hij gecast voor de rol van Dirk-Jan van den Akker in de, door Joop van den Ende geproduceerde, dramaserie Spijkerhoek.  Klaver speelde drie seizoenen in de jeugdserie en zijn rol groeide in korte tijd uit tot een van de populairste in de serie. Eind 1990 verliet hij Spijkerhoek, omdat hij naar eigen zeggen op de rol was uitgekeken. Hij ging vervolgens de rol van Venticelli spelen in het toneelstuk Amadeus. Dit gebeurde op voorspraak van Willem Nijholt, die in het stuk Antonio Salieri speelde.
In 1995 keerde hij terug naar de televisie en speelde hij in 6 afleveringen van de serie Vrouwenvleugel als Charlie S., de geliefde van Snoes Rivaan, gespeeld door Kietje Sewrattan. Hierna was hij nog te zien in diverse bijrollen en begon hij aan een studie zang en klassieke muziek aan het Conservatorium Alkmaar, die hij in 2002 afrondde. In 2005 en 2008 maakte hij twee muzikale voorstellingen in het West-Fries. Hierna bracht hij een cd uit onder de naam Klaver Zingt, waarop hij bekende chansons van onder andere Jacques Brel en Charles Aznavour zingt in West-Friese vertalingen. Daarnaast verschenen de voorstellingen die hij maakte op dvd. In 2011 en 2012 speelde hij in de jeugdserie SpangaS de rol van Roy Roozen, de vader van Maya, die gespeeld werd door Jasmijn Vriethoff.
Naast zijn werk als acteur is Klaver ook actief als zanger en zangleraar. Daarnaast geeft hij workshops acteren op basisscholen.

## Filmografie
- Spijkerhoek (1989-1990; 39 afleveringen) - Dirk-Jan van de Akker
- Niemand de deur uit! (1993; afl. Zonder werk) - Fotograaf Dieter
- Vrienden voor het leven (1993; afl. Ouwe hap) - Frits
- Vrouwenvleugel (1995; 6 afleveringen) - Charlie S.
- Voor hete vuren (1995; afl. Reality TV
- Goudkust (1996; 3 afleveringen) - fotograaf
- Baantjer (2001; afl. De Cock en de moord op Sinterklaas) - Patrick Sanders
- Het glazen huis (2004; afl. Loyaliteit) - presentator Arend van Gulik
- Verborgen verhalen (2009; afl. Een perfecte kerst) - vader
- SpangaS (2011-2012; 41 afleveringen) - Roy Roozen
- Flikken Maastricht (2014; afl. Wraak) - Leon Delnoye

## Discografie
- Klaver zingt (2008, cd in eigen beheer)
- Klaver in het theater (2008, dvd in eigen beheer)